# Камината (Пјаченца)
Камината је насеље у Италији у округу Пјаченца, региону Емилија-Ромања.
Према процени из 2011. у насељу је живело 344 становника. Насеље се налази на надморској висини од 106 м.